# (29943) 1999 JZ78
A (29943) 1999 JZ78 a Naprendszer kisbolygóövében található aszteroida. A LINEAR projekt keretében fedezték fel 1999. május 13-án.